# 부산기장소방서
부산기장소방서(釜山機張消防署, Busan Gijang Fire Station)는 부산광역시 기장군과 해운대구 일부를 관할하는 부산광역시 소방안전본부 산하의 소방서이다.
소방서장은 소방정으로 보한다.

## 조직
| - 청문감사담당관 - 감사감찰계 - 보건안전계 | - 소방행정과 - 소방행정계 - 예산장비계 | - 예방안전과 - 안전지도계 - 소방민원계 | - 구조구급과 - 구조구급계 - 홍보교육계 | - 현장대응단 - 빙호계 - 지휘조사계1,2,3팀 |

## 관할센터 및 관할구역
부산기장소방서는 4개의 119안전센터와 1개의 구조대를 산하에 두고 있다.
| 명칭                     | 사진 | 주소                       | 관할구역                                    | 지역대 |
| ------------------------ | ---- | -------------------------- | ------------------------------------------- | ------ |
| 정관119안전센터          |      | 기장군 정관읍 용수로 7     | 기장군 정관읍, 철마면 일부                  |        |
| 일광119안전센터          |      | 기장군 기장읍 햇빛5로 15   | 기장군 기장읍 일부,일광읍 일부, 철마면 일부 |        |
| 송정119안전센터          |      | 해운대구 송정중앙로15길 16 | 해운대구 송정동, 기장군 기장읍 일부         |        |
| 장안119안전센터          |      | 기장군 장안읍 길천 3길 11  | 기장군 장안읍, 일광읍 일부                  |        |
| 부산기장소방서 119구조대 |      | 기장군 정관읍 정관로 923-9 | 부산광역시 기장군, 부산광역시 해운대구 일부 |        |

## 같이 보기
- 대한민국 소방청
- 대한민국의 소방
- 소방관 계급